# Indias Orientales Neerlandesas en la Copa Mundial de Fútbol de 1938
Indias Orientales Neerlandesas fue una de las 15 selecciones participantes en la Copa Mundial de Fútbol de Francia 1938 y fue su única participación en un mundial de fútbol, ya que luego pasó a ser Indonesia.

## Clasificación
Indias Neerlandesas debía enfrentar a Japón en una eliminación directa, pero Japón abandonó la eliminatoria, por lo que Indonesia se convirtió en el primer representante de Asia en una Copa Mundial de Fútbol.

## Jugadores
Estos fueron los 17 jugadores convocados   para el torneo:

## Resultados
Indias Orientales Neerlandesas fue eliminado en la primera ronda.
| 5 de junio de 1938 | Hungría                                                     | 6-0     | Indias Orientales Neerlandesas | Vélodrome Municipal, Reims                             |                                                        |
|                    | Kohut 13' · Toldi 15' · Sárosi 28' 89' · Zsengellér 35' 76' | Reporte |                                | Asistencia: 9000 espectadores Árbitro(s): Roger Conrié | Asistencia: 9000 espectadores Árbitro(s): Roger Conrié |